# Pirttiluoto (halvö)
Pirttiluoto är en halvö i Finland. Den ligger i Björneborg i landskapet Satakunta, i den sydvästra delen av landet.